# Haminoea zelandiae
Haminoea zelandiae is een slakkensoort uit de familie van de Haminoeidae. De wetenschappelijke naam van de soort is voor het eerst geldig gepubliceerd in 1843 door Gray.